# 강원도립대학교
강원도립대학교(江原道立大學校, Gangwon State University)는 강원특별자치도 강릉시에 있는 대한민국의 공립 전문대학이다.
「강원도 행정기구 설치 조례」 제35조 등에 의하여 도립강원전문대학이 설립되어, 2016년 4월, 현재의 교명인 강원도립대학교로 교명을 변경하였다. 국문 약칭으로 강원도립대(江原道立大) 등이 사용되며, 영문 약칭으로 GSU를 사용하고 있다.

## 연혁
「강원도 행정기구 설치 조례」 제35조 등에 의거하여 강원도청에 의하여 1997년 11월 27일, 도립강원전문대학이 설립되었다. 이듬해 3월 17일 개교하였다. 2008년 2월 1일, 강원도립대학으로 교명을 변경하였고, 2016년 4월 1일, 현재의 교명인 강원도립대학교로 교명을 변경하여 현재에 이르고 있다.
한편, 2015년과 2016년에 교육부의 대학구조개혁평가 E등급을 받은 바 있다. 다만, 2017년 이행 점검 결과 재정지원제한 조치가 해제되었다.

## 교육편제
강원도립대학교는 2021년 기준, 인문사회계열, 자연과학계열, 공학계열, 예체능계열 등 4가지 계열에서 총 12개 전문학사 학위 과정을 개설하고 있다.

## 캠퍼스 풍경
강원도립대학교는 강원특별자치도 소재 공립 전문대학으로, 교항리에 캠퍼스가 소재한다. 캠퍼스 서측의 연주로를 통해 접근이 가능하며, 북측으로 주문진중학교와 강릉정보공업고등학교와 인접한다. 캠퍼스 내 약 11동의 건축물이 위치하고 있다.

## 같이 보기
- 대한민국의 국립 대학 목록
- 대한민국의 대학 목록
- 대한민국의 교육
- 강원대학교